# Székelyandrásfalva község
Székelyandrásfalva község (románul: Comuna Săcel) község Hargita megyében, Romániában. Központja Székelyandrásfalva, beosztott falvai Hidegkút, Kissolymos, Nagysolymos, Újlak.

## Népessége
A 2011-es népszámlálás adatai alapján a község népessége 1253 fő volt.